# 7e législature de la Knesset
Entre le 17 novembre 1969 et le 21 janvier 1974
(4 ans, 2 mois et 4 jours)
6e législature 8e législature
La 7e législature de la Knesset est un cycle parlementaire israélien de la Knesset, s'ouvrant le 17 novembre 1969 à la suite des élections législatives du 28 octobre.
Reuven Barkat et Yisrael Yeshayahu sont successivement élus présidents de la Knesset. La législature est marquée par le second gouvernement de Golda Meir. C'est le premier gouvernement depuis la création d'Israel en 1948 à accomplir un mandat complet de quatre ans à la Knesset, il est marqué également par la guerre du Kippour. La législature se clot le 21 janvier 1974.

## Historique

### Contexte et partis de la législature
À la fin de la 6e législature de la Knesset, le Parti travailliste israélien et Mapam forment la coalition du second Alignement pour les élections du 28 octobre 1969. La coalition remporte 56 sièges, historique pour une alliance dans l'histoire d'Israël. 
Cependant, ce résultat continue un léger recul, puisque les deux forces politiques cumulaient 63 sièges à la fin de la 6e législature. Concernant le reste des partis, seule une légère fluctuation a été enregistrée par rapport à l'élection précédente. 
Il n’y a eu aucun changement dans la force parlementaire de 7 des 13 factions qui composaient la Knesset. Gahal a maintenu sa force et a remporté 26 sièges, ainsi qu'Agoudat Israel (4), Rakah (3), Progrès et Développement (2), Poale Agoudat Israel (2), Coopération et Fraternité (2) et Maki (1). 
Tandis que le Parti national religieux obtient 1 siège supplémentaire, avec un total de 12 députés, HaOlam HaZeh obtient deux sièges, dont un supplémentaire, les Libéraux indépendants diminue d'un siège, réduisant son nombre à quatre sièges.
Deux nouvelles forces politiques font leurs entrées à la Knesset, la Liste nationale (ou liste d'État) de David Ben Gourion, fondé par le refus de voir son ancien parti Rafi entré au sein du nouveau Parti travailliste israélien. Le parti obtient 4 sièges. Tandis que Centre libre (en), parti crée par des frondeurs d'Hérout qui refusaient l'alliance de Gahal, obtient deux sièges, dont 1 supplémentaire.

### Élection du président

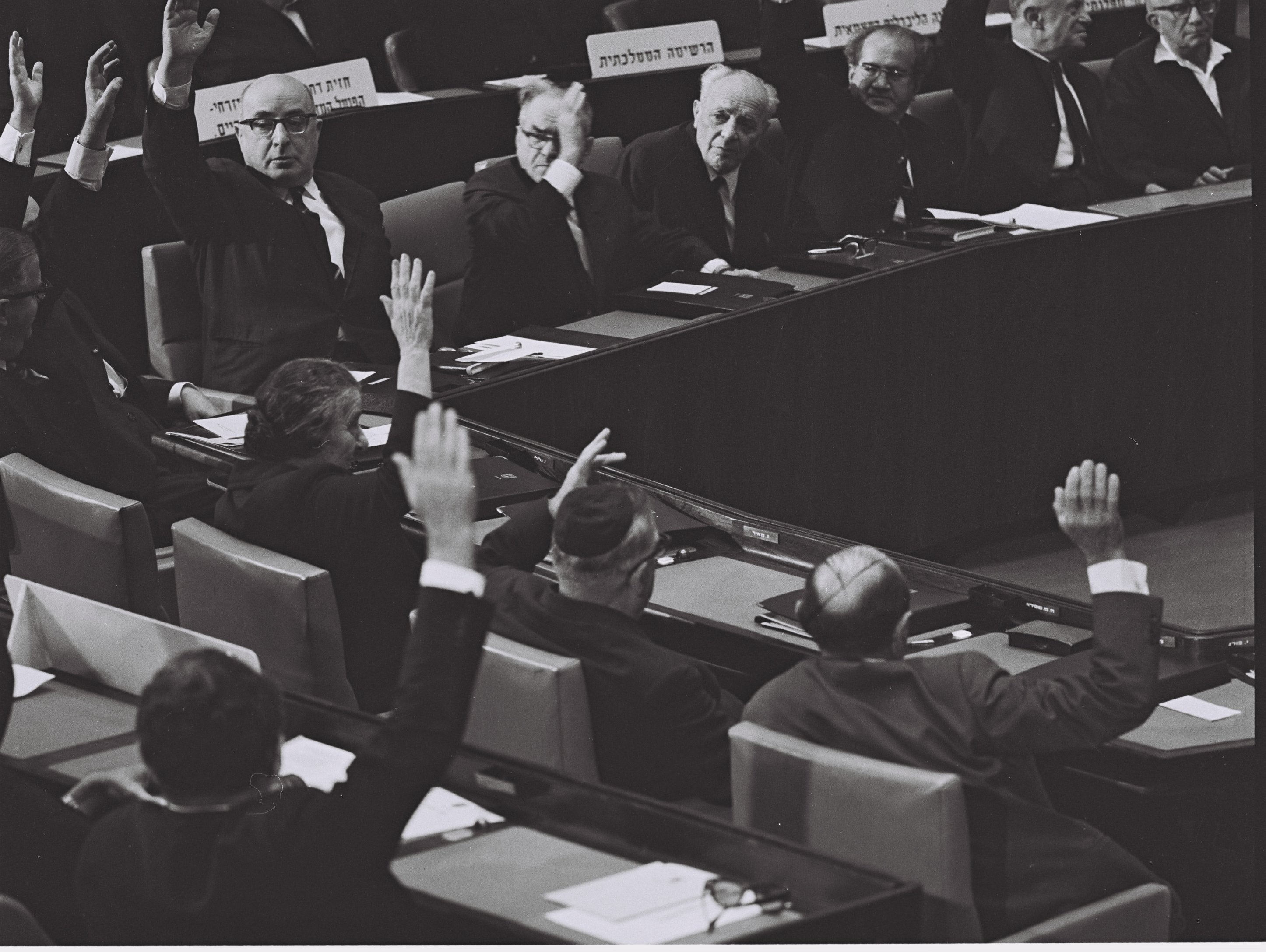
Les députés et membres du gouvernement votent lors de l'élection du président.

Lors de l'ouverture de la législature, le 17 novembre 1969, la Knesset procède à l'élection du président. Pour la première fois de l'histoire de l'Assemblée, deux candidats sont proposés.
Reuven Barkat, candidat de la coalition de gauche majoritaire est élu, obtenant 70 voix pour, 1 contre et 29 abstentions. Tandis que Uri Avnery, du parti de gauche radicale HaOlam HaZeh, obtient 2 voix pour, 87 contre et 3 abstentions.

### Composition de la coalition
Golda Meir , devenue Premier ministre quelques mois avant les élections à la suite du décès de Levi Eshkol, n'a eu aucune difficulté à former un gouvernement. Semblable au gouvernement Eshkol, qui était un gouvernement d'unité nationale précédant la guerre des Six Jours.
Meir a également établi un gouvernement élargi et d'union. Les partis de la coalition comptaient initialement 102 membres de la Knesset, c'est-à-dire l'Alignement, Gahal, le Parti national religieux, Libéraux indépendants et les deux partis de Progrès et Développement et Coopération et Fraternité.
Dans le précèdent gouvernement, les ministres des partis comme Gahal, avaient des portefeuilles de ministres sans portefeuille, tandis que dans celui de Meir, ils se voient confier des ministres avec des responsabilités executives, mais le président du parti Gahal, Menachem Begin, a préféré rester ministre sans portefeuille.
Environ huit mois après la formation du gouvernement le 6 août 1970, Gahal se retire de la coalition gouvernementale, en désaccord avec le choix de Golda Meir de discuter du plan Rogers (en). Le gouvernement conserve le soutien de 76 députés.

### Évènements de la législature
Le 28 juillet 1970, Seif el-Din el-Zoubi est élu vice-président de la Knesset et devient le premier arabe israélien à occuper cette fonction à la Knesset.
Le 5 avril 1972, le président de la Knesset, Reuven Barkat, décède. Le 9 mai, Yitzhak-Meir Levin, président de la commission de la Knesset, est élu président.
Le 10 avril 1973, la Knesset élit Ephraim Katzir comme quatrième président de l'État de l'histoire d'Israël, élu par 66 députés. Tandis que le candidat perdant Ephraim Urbach obtient le soutien de 41 députés. 9 députés expriment un vote blanc.
Le 25 octobre 1973, au lendemain de la conclusion du cessez-le-feu entre Israël, la Syrie et l'Égypte, la Knesset promulgue une loi reportant les élections, qui devaient avoir lieu cinq jours plus tard. Les élections ont été reportées de deux mois.
La Knesset a approuvé 319 lois, 279 étaient gouvernementales (87,5%), le reste étaient des propositions des députés.

## Liste des députés

### Changements des groupes parlementaires
David Ben Gourion, qui était en tête de la Liste nationale, a démissionné de la Knesset en juin 1970 et a mis un terme de la vie politique. Après sa démission, Meir Avizohar (en), député, quitte le groupe parlementaire et devient non-inscrit. Il a quitté le groupe en arguant que sans Ben Gourion, l'existence du parti n'avait aucun sens.
Il renforce cette position et quitte le parti en 1972, tandis qu'il décide de rejoindre l'Alignement en 1973.
En juillet 1972, après son vote en faveur de l'amendement de la loi du Retour, concernant la détermination de qui est juif selon la Halakha, une position contraire à celle du gouvernement et à la position de son parti, il fut expulsé et démissionna de sa fonction de ministre délégué à l'Éducation. Après quelques mois, il démissionne de son parti et devient un membre non-inscrit de la Knesset.
Shalom Cohen (en), membre d'HaOlam HaZeh, a commencé à agir sur les questions sectaires, au grand désarroi du président du parti Uri Avneri. À la suite de la rupture entre les deux, Cohen s'est retiré du parti et du groupe parlementaire, devenant un non-inscrit à la Knesset.

## Présidence de la Knesset

### Présidence entre 1972 et 1974
| Présidente de la Knesset      | Présidente de la Knesset | Présidente de la Knesset | Présidente de la Knesset  | Présidente de la Knesset | Présidente de la Knesset | Présidente de la Knesset |
| Nom                           | Nom                      | Nom                      | Parti                     | Date de naissance        | Ville de naissance       | Pays de naissance        |
| ----------------------------- | ------------------------ | ------------------------ | ------------------------- | ------------------------ | ------------------------ | ------------------------ |
|                               | Yisrael Yeshayahu        | Yisrael Yeshayahu        | Alignement                | 20 avril 1908            |                          | Yémen                    |
| Vice-présidents de la Knesset |                          |                          |                           |                          |                          |                          |
|                               | Mordechai Zar            | Mordechai Zar (en)       | Alignement                | 14 janvier 1914          | Machhad                  | Iran                     |
|                               | Elias Nakhleh            | Elias Nakhleh (en)       | Coopération et Fraternité | 1913                     | Rameh                    | Empire ottoman           |
|                               | Tova Sanhadray           | Tova Sanhadray (en)      | Mafdal                    | 23 septembre 1906        | Ternopil                 | Autriche-Hongrie         |
|                               | Shlomo Rosen             | Shlomo Rosen (en)        | Alignement                | 21 juin 1905             | Ostrava                  | Autriche-Hongrie         |
|                               | Yitzhak Navon            | Yitzhak Navon            | Alignement                | 9 avril 1921             | Jérusalem                | Palestine                |

### Présidence entre 1969 et 1972
| Présidente de la Knesset      | Présidente de la Knesset | Présidente de la Knesset | Présidente de la Knesset | Présidente de la Knesset | Présidente de la Knesset | Présidente de la Knesset |
| Nom                           | Nom                      | Nom                      | Parti                    | Date de naissance        | Ville de naissance       | Pays de naissance        |
| ----------------------------- | ------------------------ | ------------------------ | ------------------------ | ------------------------ | ------------------------ | ------------------------ |
|                               | Reuven Barkat            | Reuven Barkat            | Alignement               | 25 octobre 1906          | Tauragė                  | Lituanie, Empire russe   |
| Vice-présidents de la Knesset |                          |                          |                          |                          |                          |                          |
|                               | Seif el-Din el-Zoubi     | Seif el-Din el-Zoubi     | Progrès et Développement | 1913                     | Nazareth                 | Empire ottoman           |
|                               | Reuven Arazi             | Reuven Arazi (en)        | Alignement               | 11 mai 1907              | Velyki Mejyrytchy        | Ukraine, Empire russe    |
|                               | Mordechai Bibi           | Mordechai Bibi (en)      | Alignement               | 1er juillet 1922         | Bagdad                   | Irak                     |
|                               | Aryeh Ben-Eliezer        | Aryeh Ben-Eliezer (en)   | Gahal                    | 16 décembre 1913         | Vilnius                  | Lituanie, Empire russe   |